# Мурманское лесничество
Му́рманское лесничество — находится в пределах Ловозерского и Кольского районов, на территориях, подчинённых, администрациям муниципальных образований; Полярного, Североморска, Оленегорска, Мончегорска и Снежногорска, Мурманской области.
В составе лесничества, числятся 3 участковых лесничества: Туломское, Пригородное и Тайбольское.
Площадь лесничества составляет 663 900 га, восьмое по площади в округе.
Рельеф территории лесничества равнинный.

## Адрес управления
г. Мурманск, Верхне-Ростинское шоссе, 53.

## Участковые лесничества
| № | Название лесничества |
| - | -------------------- |
| 1 | Туломское            |
| 2 | Пригородное          |
| 3 | Тайбольское          |